# Veľké Pole
Veľké Pole (allemand : Hochwies, hongrois : Pálosnagymező) est un village de Slovaquie situé dans la région de Banská Bystrica.

## Histoire
Première mention écrite du village en 1332.

## Démographie

### Évolution de la population
| Année:               | 1994. | 2004.   | 2014.    | 2024.   |
| -------------------- | ----- | ------- | -------- | ------- |
| Nombre de personnes: | 476   | 467     | 385      | 417     |
| Différence:          |       | -1,89 % | -17,55 % | +8,31 % |

| Année:               | 2023. | 2024.   |
| -------------------- | ----- | ------- |
| Nombre de personnes: | 425   | 417     |
| Différence:          |       | -1,88 % |